# Алтан (могильник)
Алтан — могильник железного века, расположенный в Еравнинском районе Республики Бурятии на одноимённом холме у южного берега озера Исинга. Открыт в 1971 году археологическим отрядом Бурятского республиканского краеведческого музея им. М. Н. Хангалова под руководством археолога Л. Г. Ивашиной. Раскапывался в 1971—1973 годах. Всего было изучено 11 погребений, большинство которых оказалось разрушенными. Некоторые погребения содержали сопроводительный инвентарь.
Памятник является объектом культурного наследия России федерального значения.

## Географическое положение
Могильник расположен в 2,5 км северо-западнее села Исинга Еравнинского района Республики Бурятии, на холме Алтан возле южного берега озера Исинга в центральной котловине Еравнинских озёр. Рядом, на соседнем холме, расположен разновременный могильник Бухусан.

## Могильник
На холме Алтан возле села Исинга, во время раскопок разновременного могильника Бухусан археологическим отрядом Бурятского республиканского краеведческого музея им. М. Н. Хангалова под руководством Л. Г. Ивашиной в 1971 году был обнаружен могильник, состоящий из 11 погребений, большая часть которых была разрушена. Раскопки проходили с 1971 по 1973 года.
Погребённые лежали под гранитными кладками на глубине 0,65 м. В первом и четвёртом погребении были найдены костяки человека, покоившиеся в скрученном положении на боку головой на северо-восток. Сопроводительный инвентарь представлен находками железных трёхгранных наконечников стрел, остатками кожи, бронзовыми пуговицами, украшениями конской сбруи, двумя железными ножами, один из которых был в берестяном чехле. В девятом погребение, которое было неразрушенное, был найден костяк человека, покоившейся на спине в вытянутом положении. Могила была ориентирована на северо-восток. Сопроводительный инвентарь девятого погребения был представлен находками шести железных наконечников стрел, одним костяным наконечником стрелы, фрагментами железного ножа. Восьмое погребение оказалось разрушенным, в нём было обнаружены два бронзовых втульчатых предмета с орнаментом, обломок тонкой золотой пластины с отверстием в верхней части, две бронзовые бляшки с петлями на обороте. В одиннадцатом погребение был найден бронзовый втульчатый кельт.
В 2008 году памятник обследовался археологическим отрядом научно-производственного объединения «Байкал-Экспедиция» под руководством П. Е. Марнуева.

### Охранный статус
Памятник археологии охраняется государством в соответствии с Постановлением Совета Министров Бурятской АССР № 379 от 29 сентября 1971 года. В едином государственном реестре объектов культурного наследия (памятников истории и культуры) народов Российской Федерации приказом Министерства культуры Российской Федерации № 36393-р от 5 августа 2016 года могильник зарегистрирован как объект культурного наследия федерального значения «Могильник древнего человека (предположительно эпохи неолита)», с присвоением ему регистрационного номера 031640440910006.